# Biopelícula

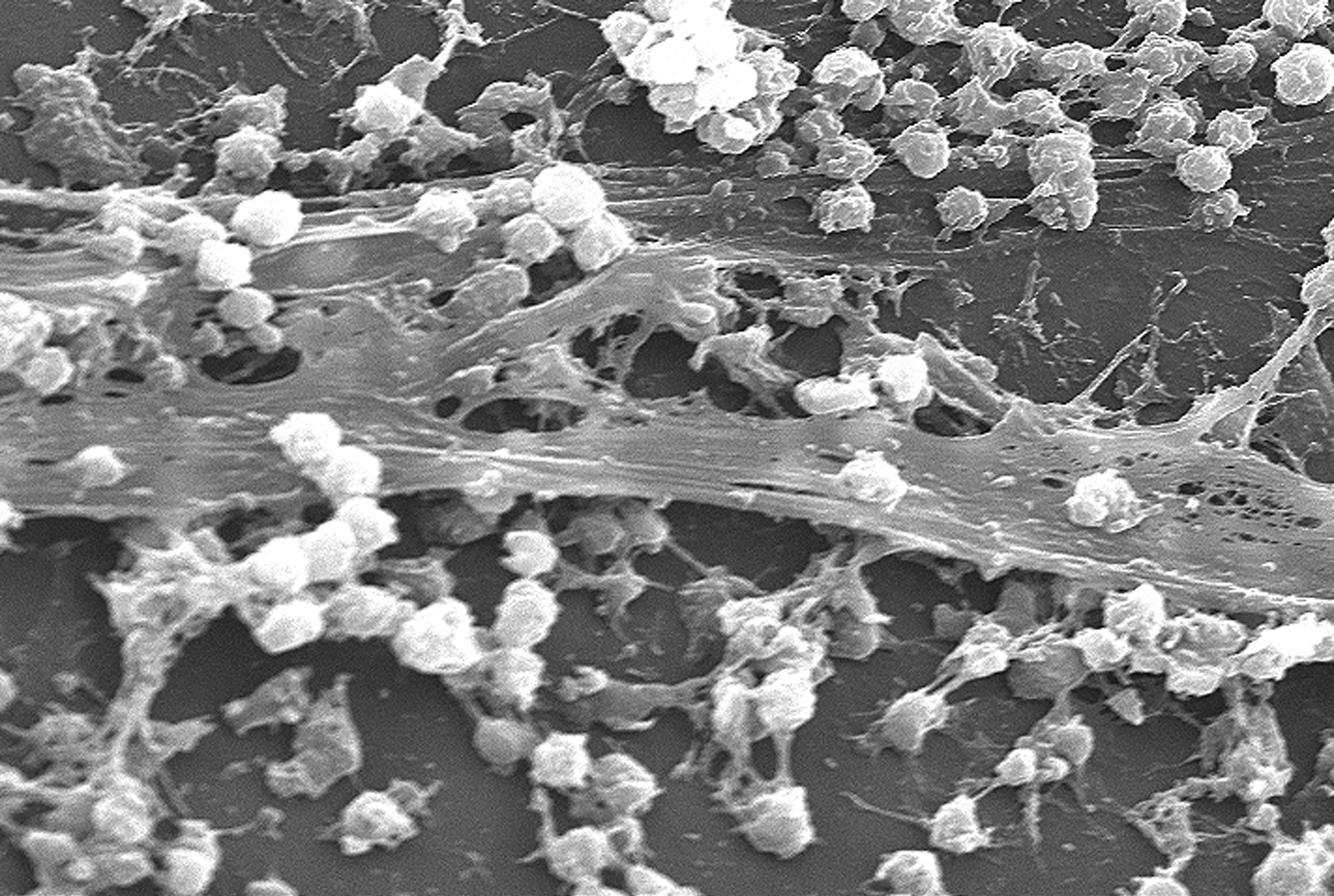
Biopelícula de Staphylococcus aureus en un catéter permanente

Una biopelícula, biofilm, tapiz bacteriano o tapete microbiano es un ecosistema microbiano organizado, conformado por una o varias especies de microorganismos asociados a una superficie viva o inerte, con características funcionales y estructuras complejas. Este tipo de conformación microbiana ocurre cuando las células planctónicas se adhieren a una superficie o sustrato, formando una comunidad, que se caracteriza por la excreción de una matriz extracelular adhesiva protectora.
El término biofilm es un neologismo introducido en 1995 por Bill Costerton, reconocido como fundador del campo de estudio sobre los biofilms. En sus estudios analizan las características de ciertos microorganismos que, adheridos a las superficies, van formando verdaderas comunidades de complejos microbianos que viven, interactúan y funcionan en diferentes ecosistemas.
Las biopelículas pueden tener impacto en la salud (simbiosis), en el desarrollo de diversas enfermedades infecciosas produciendo disbiosis, así como en la resistencia a antibióticos.
El enfoque multidisciplinario para el estudio de las biopelículas forjó una forma común de pensar sobre las formas en que los microorganismos sobreviven y funcionan en cada medio ambiente, así como en los contextos del área médica, odontológica, industrial, agrícola, ingeniería y en otros tipos.
Un biofilm o biopelícula puede contener aproximadamente un 15 % de células y un 85 % de matriz extracelular. Esta matriz generalmente está formada de exopolisacáridos, que forman canales por donde circulan agua, enzimas, nutrientes, y residuos. Allí las células establecen relaciones y dependencias: viven, cooperan y se comunican a través de señales químicas (percepción de cuórum), que regulan la expresión de genes de manera diferente en las distintas partes de la comunidad, como un tejido en un organismo multicelular. 
Para adaptarse a un biofilm o biopelícula, las bacterias hacen cambios importantes en su estructura y metabolismo. Los avances en proteómica y genómica han permitido identificar genes y proteínas que se encienden y se apagan a través de las diferentes etapas de desarrollo de la comunidad. La expresión génica de las biopelículas es bastante distinta a la de las células planctónicas, ya que los requerimientos y organizaciones son muy diferentes y es necesaria una sincronización de eventos para vivir en comunidad; bastantes estudios han tratado de dilucidar cuales son los cambios y las ventajas de este tipo de organización respecto a la vida planctónica.
Ya que crecen en cualquier superficie en donde se adhieren, las biopelículas están asociadas a la naturaleza crónica de infecciones como las que se presentan en los pulmones de pacientes con fibrosis quística, se ha encontrado que más del 60 % de las infecciones bacterianas, son causadas por biopelículas. Por este motivo, han sido ampliamente estudiadas y se consideran una amenaza clínica contundente ya que son capaces de crecer en catéteres e implementos médicos y quirúrgicos.

## Células persistentes
Algunos estudios han demostrado que en la etapa de dispersión, en donde las células vuelven al estado planctónico, la población celular muestra de nuevo susceptibilidad antibiótica. Esto sugiere que la resistencia adquirida en el proceso de formación de biopelículas no se obtiene por medio de mutaciones o elementos genéticos móviles, sino que involucra una adaptación metabólica o físico-química. Un factor importante es que estas biopelículas no crecen en condiciones con altas concentraciones de antibióticos, lo cual sugiere que la biopelícula no presenta una generalizada resistencia antibiótica. Estudios señalan que posiblemente existe una subpoblación dentro de la biopelícula que forma un único y altamente protegido estado fenotípicos. Esta población recibe el nombre de “persister cells” o células persistentes al incluso a antibióticos. 
Los experimentos llevados a cabo por Lewis (2004), han comparado poblaciones en estado logarítmico, estacionario y en biopelícula. Como resultado encontraron que en la fase estacionaria, hay más producción de células persistentes, al contrario a lo que se hubiera pensado, debido a la alta resistencia que presentan las biopelículas. Estos resultados han llevado a la conclusión de que, dado que durante la fase estacionaria no hay crecimiento, la formación de células persistentes, es de hecho, dependiente del estado de crecimiento; en estado logarítmico, se presenta poca o nula formación de células persistentes. Se presume que esta dependencia del estado de crecimiento, es un fenómeno denominado percepción de cuórum o quorum sensing.

## Etapas del crecimiento

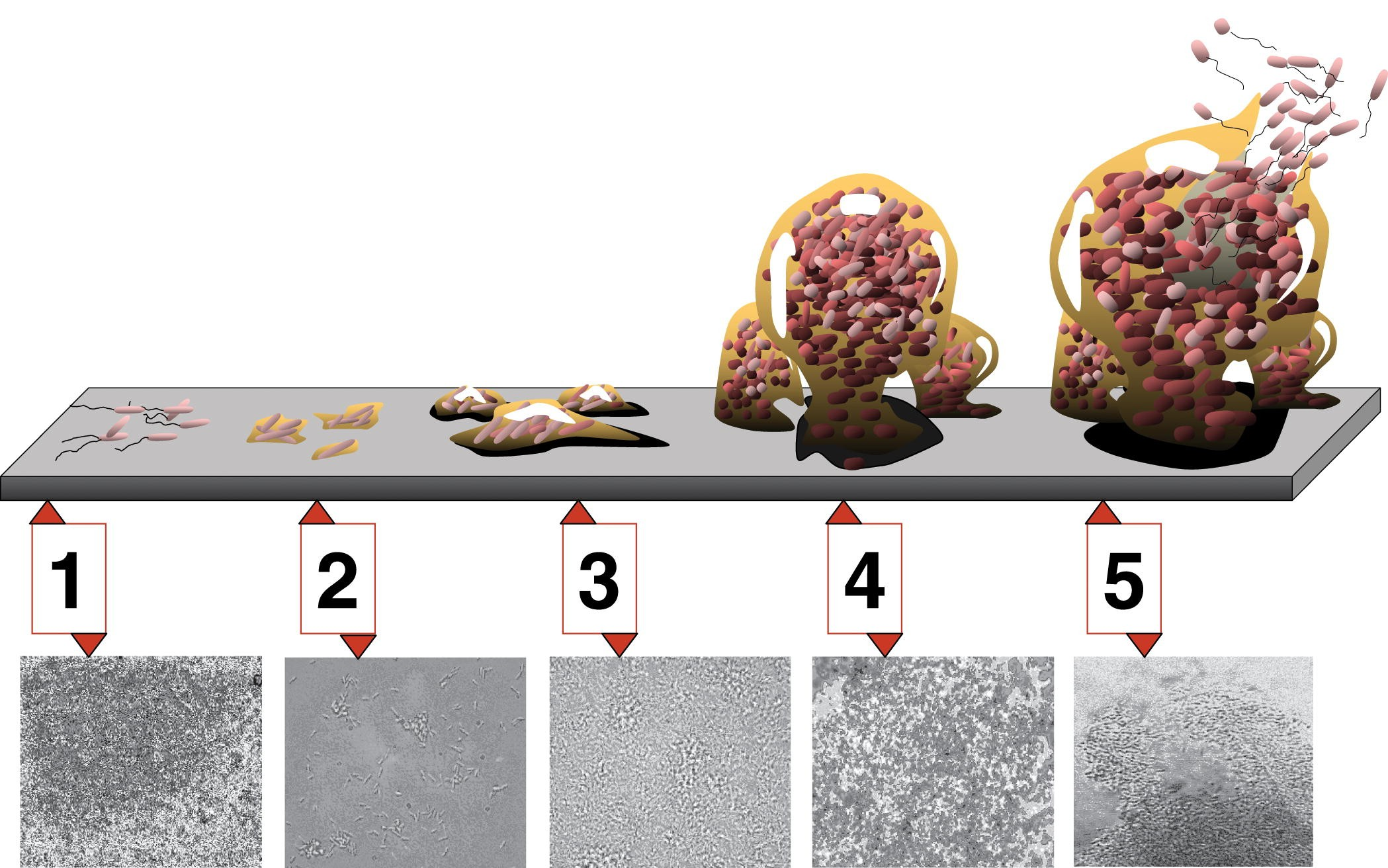
Las cinco etapas del desarrollo de biopelículas. Cada etapa del diagrama está asociada a una microfotografía del desarrollo de una biopelícula de P. aeruginosa (todas las fotografías a la misma escala.

Se han propuesto 5 etapas para la formación de biopelículas:
- Adhesión inicial
- Adhesión irreversible
- Maduración I
- Maduración II
- Dispersión

En la primera y segunda etapa, las células planctónicas presentan una asociación leve y débil al sustrato seguida por una fuerte adhesión. La tercera y cuarta etapa se caracterizan por la agregación celular en microcolonias y posterior maduración de la biopelícula. En la quinta y última etapa, las células que conforman la biopelícula se desprenden de la colonia y retornan a la vida planctónica transitoriamente y se dispersan.

## Factores involucrados en formación de biopelículas

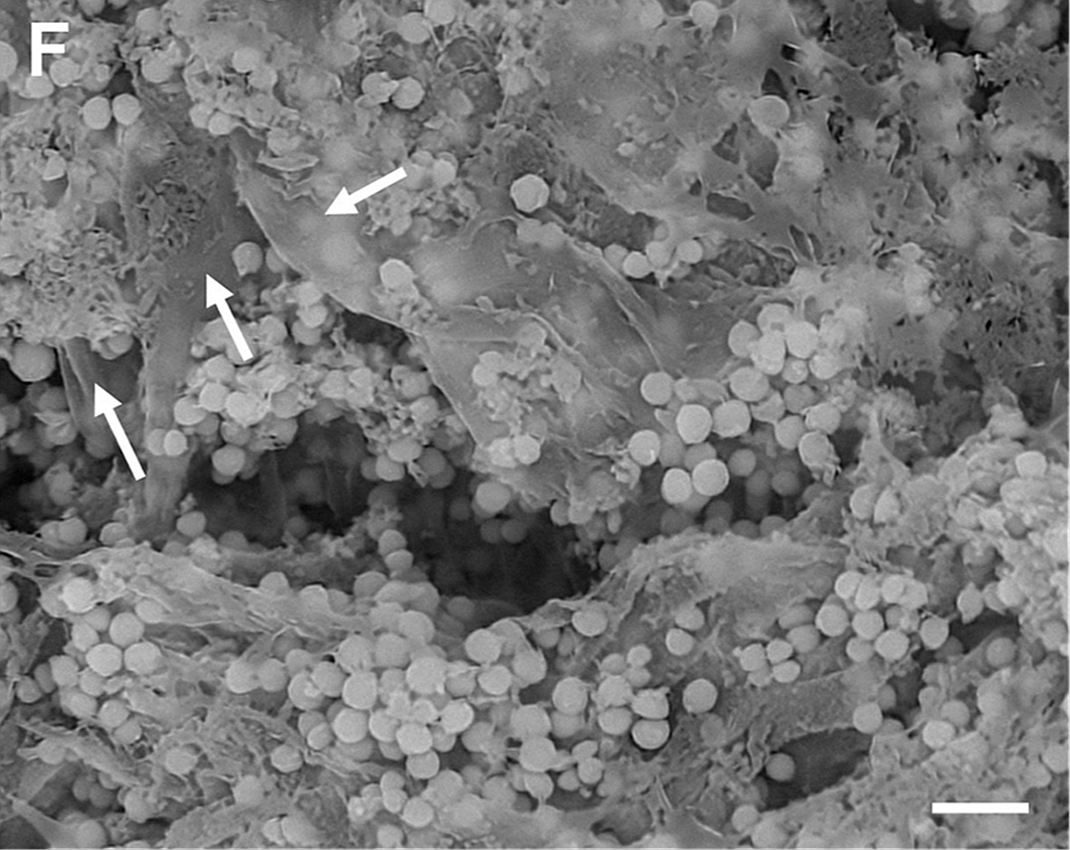
Biopelícula de S. aureus, EPS en tres niveles (flechas).

El circuito quorum sensing coordina una gran variedad de funciones fisiológicas, entre estas, interviene en la inducción y formación de biopelículas maduras. Por ejemplo en Vibrio cholerae, a bajas densidades celulares, para una adecuada formación de biopelícula, es necesario el movimiento de pilis o flagelos, así como la biosíntesis y expresión de exopolisacáridos. También se ha demostrado que FosfoLuxO y HapR funcionan para activar vps, que también es necesario para la formación de biopelículas.

## Biopelículas en la génesis de formaciones minerales
El origen puramente mineral de los oncolitos u oolitos ha sido objeto de debate. Los oolitos suelen poseer un tapete microbiano en su superficie que podría ayudar a la precipitación del carbonato; si es así se trataría de una sedimentación inducida (por oposición a la sedimentación controlada) semejante a la de los microbialitos, pero a diferencia de éstos sobre una estructura no fijada al terreno.